# Particule en coréen
De nombreuses particules sont utilisées en coréen pour indiquer la fonction des mots qu'elles précèdent ou bien utilisées comme des postpositions.

## Liste
| Coréen                         | Romanisation                        | Utilisation                                                   |
| ------------------------------ | ----------------------------------- | ------------------------------------------------------------- |
| 이/가                          | i/ga                                | Sujet                                                         |
| 을/를                          | eul/reul                            | Complément d'objet direct du verbe                            |
| 의                             | eui                                 | Déterminatif [de]                                             |
| 에, 에서, 에게                 | e, eseo, ege                        | Adverbialisant (Temps ou place [à], Provenance, Datif [pour]) |
| 야, 여, 아, 이여, 시여         | ya, yeo, a, iyeo, shiyeo            | Vocatif                                                       |
| 와/과                          | wa/kwa                              | Conjonctif [avec]                                             |
| 은/는                          | eun/neun                            | Particule de thème                                            |
| 도, 만, 까지, 조차, 부터, 마저 | to, man, kkaji, jocha, buteo, majeo | Particules supplémentaires                                    |

## Particule de sujet 이/가
La particule de sujet sert à marquer le sujet de la phrase.
- Si le nom se termine par une consonne : [suj] + 이

- Si le nom se termine par une voyelle : [suj] + 가

ex : 언니가 공부합니다. - Ma grande soeur étudie. 
On a donc mis 가 puisqu'une voyelle est placée juste avant.

## Particule d'objet 을/를
La particule d'objet est une particule qui indique le COD dans la phrase.
- Si l'objet se termine par une consonne : [obj] + 을
- Si l'objet se termine par une voyelle : [obj] + 를

ex : 저는 책을 읽어요. - Je lis un livre.
On a donc mis 을 puisqu'une consonne est placée devant.
Mais à l'oral, cette particule est retirée.
ex : 저는 책 읽어요. - Je lis un livre.

## Particule de possession 의
La particule de possession ne se prononce pas 'eui' mais 'é'. C'est une exception de prononciation.
On applique la possesion comme ceci : [possesseur] + 의  [obj possédé]
ex : 지유의 핸드폰. - Le téléphone de Jiyu.
Ici, la particule est mise après 'Jiyu' qui est le possesseur du téléphone.
Sauf que celle-ci n'est quasiment jamais utilisée. Elle est facultative dans PRESQUE tous les cas.
ex : 지유 핸드폰. - Le téléphone de Jiyu.
La particule a été retirée.
Celle-ci n'apparaît donc qu'avec les Pronom personnel. 
ex : 나의 가방. - Mon  sac.
La particule est utilisée puisqu'il y a le pronom "나" devant.

## Particule de lieu 에
La particule de lieu se combine avec le verbe "있다" (avoir).
ex : 저는 집에  있어요. - Je suis à la maison.
Maintenant, nous allons apprendre comment dire qu'il n'y a pas quelque chose dans un lieu :
- toujours la particule '에' avec cette fois-ci le verbe "잆다" (ne pas exister).

ex : 냉장고에 아이스크림이 없어요. - Il n'existe pas/n'y a pas de glace dans le réfrigérateur.
Ici, on met la particule devant le mot réfrigérateur puisque c'est le lieu concerné par l'absence de la glace.
- ATTENTION! La particule '에' exprime un lieu où il n'y a pas d'action. On écrit juste la présence ou l'absence de quelque chose.

Deuxième utilisation courante de la particule, pour exprimer une destination lié à un verbe de mouvement. Ce verbe de mouvement indique que l'on va d'un point A à un point B.
ex : 지하실에 내려왔어요. - Je suis descendu à la cave.
Ici, le verbe de mouvement est "내려가다" (descendre) conjugué au passé.

## Particule de lieu d'action 에서
La particule de lieu d'action s'attache a un lieu dans lequel se passe une action.
ex : 매일 공원에서 산책했어. - Je me promenais dans le parc tous les jours.
Ici, le verbe d'action est "산책하다" (se promener) conjugué au passé.